# Saint-Sauveur-la-Vallée
Saint-Sauveur-la-Vallée (en occitano Sent Salvador) era una comuna francesa situada en el departamento de Lot, de la región de Occitania, que el 1 de enero de 2016 pasó a ser una comuna delegada de la comuna nueva de Cœur-de-Causse al fusionarse con las comunas de Beaumat, Fontanes-du-Causse, Labastide-Murat y Vaillac.

## Demografía
| Gráfica de evolución demográfica de Saint-Sauveur-la-Vallée entre 1800 y 2013 |
|                                                                               |

Los datos demográficos contemplados en este gráfico de la comuna de Saint-Sauveur-la-Vallée se han cogido de 1800 a 1999 de la página francesa EHESS/Cassini, y los demás datos de la página del INSEE.